# Ведоле (Парма)
Ведоле је насеље у Италији у округу Парма, региону Емилија-Ромања.
Према процени из 2011. у насељу је живело 159 становника. Насеље се налази на надморској висини од 29 м.